# Stefan Bergkvist
Stefan Bergkvist (* 10. März 1975 in Leksand) ist ein ehemaliger schwedischer Eishockeyspieler, der in seiner aktiven Zeit von 1992 bis 2004 unter anderem für die Pittsburgh Penguins in der National Hockey League gespielt hat.

## Karriere
Stefan Bergkvist begann seine Karriere als Eishockeyspieler in seiner Heimatstadt in der Nachwuchsabteilung des Leksands IF, für dessen Profimannschaft er von 1992 bis 1994 in der Elitserien aktiv war. In diesem Zeitraum wurde er im NHL Entry Draft 1993 in der ersten Runde als insgesamt 26. Spieler von den Pittsburgh Penguins ausgewählt. Zunächst spielte der Verteidiger jedoch in der Saison 1994/95 für die London Knights in der kanadischen Juniorenliga Ontario Hockey League. Diese hatten ihn im CHL Import Draft 1993 an insgesamt 27. Stelle ausgewählt. Von 1995 bis 1998 stand der Schwede bei den Pittsburgh Penguins unter Vertrag, für die er in diesem Zeitraum allerdings nur zu elf Einsätzen in der National Hockey League kam. Während der gesamten restlichen Zeit spielte er für deren Farmteam Cleveland Lumberjacks in der International Hockey League. In der IHL gelangen ihm 22 Scorerpunkte, davon fünf Tore, in insgesamt 182 Spielen. 
Im Sommer 1998 kehrte Bergkvist zu seinem Heimatverein Leksands IF zurück, für den er in den folgenden drei Jahren in der Elitserien auflief. Nach dem Abstieg in der Saison 2000/01, schloss er sich für die folgende Spielzeit dem EHC Linz aus der Österreichischen Bundesliga an. In der Saison 2002/03 stand er zunächst für die Ayr Scottish Eagles in der britischen Ice Hockey Superleague und anschließend für Asiago Hockey in der italienischen Serie A1 auf dem Eis. In der Saison 2003/04 spielte er für den Borlänge HF in der dritten schwedischen Spielklasse, der Division 1, sowie den Viertligisten Björbo IF und beendete anschließend bereits im Alter von 29 Jahren seine Karriere. 

### International
Für Schweden nahm Bergkvist an der U18-Junioren-Europameisterschaft 1993 teil, bei der er mit seiner Mannschaft Junioren-Europameister wurde.

## Erfolge und Auszeichnungen
- 1993 Goldmedaille bei der U18-Junioren-Europameisterschaft